# Saint-Clément (Ardèche)
Saint-Clément é uma comuna francesa na região administrativa de Auvérnia-Ródano-Alpes, no departamento de Ardèche. Estende-se por uma área de 19,55 km². Em 2010 a comuna tinha 87 habitantes (densidade: 4,5 hab./km²).